# Мугулюй
Мугулю́й (кит.: 木骨閭, Mùgŭlǘ, Муґулю; ?—?) — першопредок і перший вождь жужанів. Згадується лише в китайських джерелах: «Книзі Вей» та «Історії Півночі». Справжнє ім'я невідоме. Згідно з джерелами був рабом, якого взяли у полон сяньбійці-табгачі наприкінці правління їхнього вождя Лівея (220—277). Мав виголену голову з чубом, волосся якого доходило до брів, через що отримав прізвисько Мугулюй — «голомозий». Після досягнення зрілого віку отримав свободу, став воїном-вершником у сянбійському війську. За вождівства Ілу (308—316) був засуджений до страти через запізнення. Врятувався втечею через пустелю в гори. Там зібрав і очолив сотню втікачів-відчайдухів, на основі яких постало плем'я жужанів. Разом із ними жив під протекцією прототюркських племен телесців. Після смерті вождем жужанів став його син Челухуей. Від прізвиська Мугулюй походить родове ім'я жужанських вождів і каганів Юйцзюлюй (кит.: 郁久閭, Yùjiŭlǘ).

## Імена
- Мухур (монг. Mukhur, «круглий, гладкий») — гіпотетична реконструкція імені японським дослідником К. Шіраторі[1]
- Кур або Курт (монг. Qur, Qurt, «жук; вовк») — гіпотетична реконструкція імені Г. Хауссіга на підставі того, що жужани вважали своїм тотемом вовка і називалися колись «кур» (qur)[2].

### Монографії
- 内田吟風、田村実造他訳注『騎馬民族史１ 正史北狄伝』 平凡社東洋文庫, 1971.